# آوای درون‌سو
درون‌سو (Ingressive) ویژگی دسته‌ای از آواهای زبان است که در تولید آنها جریان هوا به سمت درون آغازشگر است.
آواهای درون‌سو به سه دسته درون‌سوی زبانی (نرم‌کامی هم نامیده شده)، درون‌سوی چاکنایی و درون‌سوی ششی تقسیم می‌شوند.
متضاد آواهای درون‌سو، آواهای برون‌سو هستند.